# Центральноукраїнський національний технічний університет
Центральноукраїнський національний технічний університет (ЦНТУ) — вищий навчальний заклад в Кропивницькому, Україна.

## Історія
Історія університету бере свій початок з квітня 1929 року, коли в Зінов'євську, в умовах прискореної індустріалізації країни, було створено вечірній робітничий інститут сільськогосподарського машинобудування. Інститут розташувався у приміщенні колишнього земського реального училища.(Зараз — машинобудівний коледж КНТУ) Директором новоствореного інституту було призначено Сергія Гнатовича Воробйова. Інститут готував інженерні кадри для виробництва сільськогосподарських машин зі спеціальностей «ливарна справа», «ковальсько-штампувальне виробництво», «обробка дерева» та «механічна обробка». На 1 грудня 1930 року в інституті навчалося 212 студентів. Ще 246 слухачів готувалися на робітничому факультеті. Навчальний процес забезпечували 30 викладачів, серед яких було 3 професори (С. Г. Воробйов, П. А. Ільяшевич, Д. А. Толчинський) та 18 доцентів. Інститут започаткував підготовку аспірантів.
30 грудня 1930 року відбувся перший випуск інженерів, які навчалися за скороченою програмою з урахуванням попередньої підготовки у технікумах. Двадцять одному випускникові було присвоєно кваліфікацію інженера-механіка.
Інститут проіснував недовго. 26 лютого 1933 року Народний комісаріат важкої промисловості СРСР видав наказ про його ліквідацію. Уже на той час виш підготував близько 350 фахівців. Серед його випускників були В. І. Даниленко — директор технікуму сільськогосподарського машинобудування, перший директор Кіровоградського вечірнього відділення Харківського політехнічного інституту, Я. П. Крючков — директор заводу «Червона зірка» (нині підприємство «Ельворті»), М. Д. Карманов — директор заводу тракторних гідроагрегатів та багато інших визначних господарників.
Значну частину студентів ліквідованого інституту було переведено до організованого технікуму сільськогосподарського машинобудування, який на сьогодні є структурним підрозділом Центральноукраїнського національного технічного університету.
Інтенсивний розвиток сільськогосподарського машинобудування у післявоєнні роки продиктував потребу відновлення підготовки інженерних кадрів у місті. Неодноразово подавалися клопотання до ЦК КПРС та Міністерства вищої і середньої спеціальної освіти СРСР про необхідність відкриття у Кіровограді вищого навчального закладу, зорієнтованого на сільськогосподарське машинобудування.
У травні 1956 року, згідно з наказом Міністерства вищої і середньої спеціальної освіти СРСР, на базі Кіровоградського технікуму сільськогосподарського машинобудування було організовано вечірнє відділення Харківського політехнічного інституту. З розвитком матеріальної бази та створенням кваліфікованого науково-педагогічного колективу у 1962 році відбулася реорганізація Кіровоградського вечірнього відділення у філіал Харківського політехнічного інституту з організацією підготовки спеціалістів за денною та вечірньою формами навчання.
Обласні та міські партійні[джерело?] та радянські органи, промислові підприємства всіляко сприяли становленню навчального закладу. У результаті проведеної організаційної роботи 9 червня 1967 року за наказом Міністерства вищої і середньої спеціальної освіти України було створено Кіровоградський інститут сільськогосподарського машинобудування (КІСГМ, КІСМ) (будівля по вул. Орджонікідзе, 5), який за роки свого існування підготував для народного господарства близько 30 тисяч фахівців. Серед випускників Кіровоградського інституту сільськогосподарського машинобудування відомі керівники і організатори виробництва, державні діячі, розробники нової техніки, винахідники, визнані[джерело?] вчені. Сьогодні більша частина викладачів Кіровоградського національного технічного університету — це випускники Кіровоградського інституту сільськогосподарського машинобудування.
Останніми роками[коли?] в умовах економічної кризи колектив КНТУ ефективно працював над питаннями розгортання нових напрямків підготовки фахівців, впровадження нових навчальних технологій, комп'ютеризації навчального процесу, підготовки власних науково-педагогічних кадрів. Все це сприяло тому, що інститут досяг найвищого IV рівня акредитації освітньої діяльності.
Результатом плідної роботи колективу Кіровоградського інституту сільськогосподарського машинобудування стала Постанова Кабінету Міністрів України за № 1972 від 14 грудня 1998 року про реорганізацію навчального закладу в Кіровоградський державний технічний університет (КДТУ).
Ураховуючи загальнодержавне і міжнародне визнання результатів Кіровоградського державного технічного університету, його вагомий внесок у розвиток національної освіти і науки, Президент України Указом від 5 березня 2004 року надав університету статус національного.
Керівники, які крок за кроком вели колектив навчального закладу до рівня університету: В. І. Даниленко, О. І. Баулін, В. М. Пестунов, В. О. Степанов, Г. Р. Носов, В. Р. Кучеренко, В. О. Кондратець, М. І. Черновол.
Сьогодні[коли?] університет — потужний навчально-виховний і науковий центр України. Він має добре розвинені зв'язки з машинобудівними заводами та об'єднаннями України, підприємствами агропромислового комплексу, транспорту, будівництва, електропостачання, фінансово-банківськими установами та приватними фірмами, для яких готує фахівців. Діяльність закладу ґрунтується на важливих цінностях і принципах, які включають компетентність, наукові послуги світового рівня. У 2022 році цей заклад зайняв у рейтингу «ТОП 200 Україна» 96 місце, що є гарним показником.
Університет має широкі міжнародні зв'язки з навчальними закладами та науковими центрами Росії, Болгарії, Швейцарії, Чехії, Бельгії, Куби, Франції, Великої Британії, Німеччини та ін. До навчального процесу залучаються представники Корпусу миру США. Зараз[коли?] в університеті навчається 95 студентів з 14 країн далекого закордоння, а за період його існування підготовлено понад 550 спеціалістів для 65 країн світу.
Крім освітньо-професійної діяльності, університет виконує функції науково-методичного центру з питань сільськогосподарського машинобудування, електроенергетики, екології, автоматики, економіки та ін. Як єдиний у регіоні вищий навчальний заклад, що забезпечує кадрами промисловість і сільське господарство, університет виконує і координує наукові дослідження в межах регіону, здійснює оперативну перепідготовку фахівців за необхідними напрямками.

## Структура
Структура підрозділів ЦНТУ визначається ректором, відповідно до Положення «Про державний вищий заклад освіти» та основних завдань діяльності ВЗО.
Основними структурними підрозділами ЦНТУ є:
- Агротехнічний факультет
  - кафедра сільськогосподарського машинобудування;
  - кафедра екології, охорони навколишнього середовища та здорового способу життя;
  - кафедра загального землеробства;
  - кафедра іноземних мов.
- Механіко-технологічний факультет
  - кафедра машинобудування, мехатроніки і робототехніки;
  - кафедра матеріалознавства та ливарного виробництва;
  - кафедра кібербезпеки та програмного забезпечення.
- Факультет будівництва, транспорту та енергетики
  - кафедра автоматизації виробничих процесів;
  - кафедра будівельних, дорожніх машин і будівництва;
  - кафедра деталей машин та прикладної механіки;
  - кафедра експлуатації та ремонту машин;
  - кафедра електротехнічних систем та енергетичного менеджменту;
  - кафедра вищої математики та фізики.
- Економічний факультет
  - кафедра аудиту, обліку та оподаткування;
  - кафедра економіки, менеджменту та комерційної діяльності;
  - кафедра економіки, підприємництва та готельно-ресторанної справи;
  - кафедра економічної теорії, маркетингу та економічної кібернетики;
  - кафедра історії, археології, інформаційної та архівної справи;
  - кафедра міжнародних економічних відносин;
  - кафедра фінансів, банківської справи та страхування.
- ВСП Кропивницький інженерний фаховий коледж.
- ВСП Світловодський політехнічний фаховий коледж.
- Центр заочної та дистанційної освіти.
- Центр підготовки фахівців для зарубіжних країн.
- Відділ аспірантури та докторантури.
- Центр довузівської підготовки.
- Адміністративно-господарська частина
  - експлуатаційно-технічний відділ;
  - відділ головного енергетика;
  - відділ головного механіка;
  - відділ постачання;
  - територіально-транспортна служба;
  - санаторій-профілакторій;
  - спортивно-оздоровчий табір (м. Світловодськ);
  - студентське містечко:
  - гуртожитки — 5;
  - їдальні — 2;
  - буфети — 6.
- Загальноуніверситетські служби
  - відділ кадрів;
  - бухгалтерія;
  - канцелярія;
  - методично-організаційний відділ;
  - відділ аспірантури та докторантури;
  - навчальний відділ;
  - 1-а частина та 2-а частина (військово-обліковий сектор);
  - бібліотека;
  - інформаційно-обчислювальний центр;
  - редакційно-видавничий відділ;
  - відділ технічних засобів навчання;
  - виробничо-комерційний відділ;
  - відділ міжнародних зв'язків;
  - відділ маркетингу та соціологічних досліджень.

У ЦНТУ функціонує профспілкова організація, яка об'єднує науково-педагогічних, наукових працівників, співробітників, докторантів, аспірантів і студентів ЦНТУ та діє на підставі Закону України «Про профспілки, їх права та гарантії діяльності».

## Адреса
Розташування та юридична адреса: 25006, м. Кропивницький, просп. Університетський, 8.